# Sono come sono (Fabrizio Moro)
Sono come sono è un singolo del cantautore italiano Fabrizio Moro, pubblicato il 19 aprile 2013 come unico estratto dal sesto album in studio L'inizio.

## Tracce
1. Sono come sono – 3:05